# Stig Ramel
Stig Urban Malte Ramel (* 24. Februar 1927 in Lund, Malmöhus län; † 8. März 2006 in Solna, Stockholms län) war ein schwedischer Freiherr, Beamter, Geschäftsmann, Autor und CEO der Nobelstiftung.
Ramel war Sohn von Malte Ramel und Enkel des Bildhauers Alfred Nyström. Ramel studierte Rechtswissenschaften an der Universität Lund. 1953 wurde er Attaché im Außenministerium und von 1954 bis 1956 an der schwedischen Botschaft in Paris. Danach war er bis 1958 Mitglied der OECD-Delegation in Paris. Im Anschluss war er bis 1960 an der Botschaft in Washington, DC. 1960 wurde er Büroleiter im Außenministerium für maritime Angelegenheiten. 1964 wurde er Leiter des Büros des Informationsausschusses. 1966 wurde er zum Vizepräsidenten des Schwedischen Allgemeinen Exportverbandes und 1970 zu dessen Präsident ernannt. 1972 wurde er Präsident der Nobelstiftung. Dieses Amt hatte er bis 1992 inne.
Neben seiner Arbeit in der Nobelstiftung war er Mitglied des Boards von Alfas, B&B Finans, SNS, Volvo, Hasselfors, Industrivärden und PLM AB. Ramel war unter anderem Ehrendoktor der Medizin, der Philosophie und der Rechtswissenschaften. Ab 1980 war er Mitglied der Königlich Schwedischen Akademie der Wissenschaften und der Königlichen Physiographischen Gesellschaft in Lund.
Nach seiner Pensionierung begann er als Schriftsteller zu arbeiten.
Ab 1953 war er mit der Autorin Ann Marie Wachtmeister af Johannishus (1931–2017) verheiratet. Ihre Tochter Jacqueline Ramel ist Schauspielerin.

## Bibliographie (Auswahl)
- 1994 – Pojken i dörren
- 1997 – Gustaf Mauritz Armfelt 1757–1814
- 2000 – Smedpojkens dröm : Min morfar, skulptören Alfred Nyström, Bokförlaget Atlantis, ISBN 91-7486-544-7
- 2003 – Göran Magnus Sprengtporten : Förrädaren och patrioten

## Orden und Auszeichnungen
- 3. Dezember 1974: Kommandeur des Wasaorden
- H.M. Konungens medalj
- Ritter des Dannebrogorden
- Kommandeur des Finnischen Ordens der Weißen Rose
- Offizier der Französischen Ehrenlegion
- Kommandeur des Sankt-Olav-Orden
- Kommandeur des Orden de Isabel la Católica